# 伊豆の国市立大仁北小学校
伊豆の国市立大仁北小学校（いずのくにしりつ おおひときたしょうがっこう）は、静岡県伊豆の国市守木にある公立小学校。

## 沿革
1979年（昭和54年）10月に大仁小学校学級増設対策協議会、1980年（昭和55年）4月に大仁町立学校対策協議会がそれぞれ開かれ、1981年（昭和56年）9月に当校の設置が決まった。1983年（昭和58年）1月に造成工事、同年6月に建設工事の起工式がそれぞれ行われ、1984年（昭和59年）4月1日に開校した。なお、プールと屋内運動場（体育館）の建設は開校後に行われた。

### 年表
- 1984年（昭和59年）
  - 4月1日 - 「大仁町立大仁北小学校」として開校。同月、プールと屋内運動場（体育館）の起工式が行われる。
  - 7月 - プールが完成。
  - 11月 - 屋内運動場（体育館）が完成。同月、校歌を制定する（※作詞・作曲者の情報は後述）。
- 1987年（昭和62年）3月 - 校旗を作成。
- 1990年（平成2年）3月 - 「北っ子シンボル像」を設置する。
- 1994年（平成6年）4月 - 学区再編により、田京停車場が当校の学区となる。同月、文部省より「道徳教育推進校」の指定を受ける（※翌年度まで継続）。
- 1998年（平成10年）
  - 4月 - 静岡県社会福祉協議会より、福祉教育実践校の指定を受ける（※同月より3年間実施）。
  - 5月 - インターネットを導入。
- 2004年（平成16年）4月 - 学校保健優良校の表彰を受ける。
- 2005年（平成17年）4月1日 - 韮山町・大仁町・伊豆長岡町の合併により、「伊豆の国市立大仁北小学校」へ改称。
- 2006年（平成18年）11月 - 外国語指導助手（ALT）を配置する。

（年表に関する出典（※注記が無いものに限る）：）

## 基礎データ

### 象徴
- 校章 - 図案：杉崎博司[1]
- 校歌 - 作詞：南沢純三、作曲：関野幾生[2]

### スローガン
- 学校目標 - 未来をひらく、たくましい北っ子[2]